# Beach volley ai I Giochi europei
Le gare di beach volley ai I Giochi europei sono state disputate a Baku dal 16 al 21 giugno 2015. .

## Podi
| Evento                      | Oro                                     | Argento                                                  | Bronzo                                        |
| Torneo maschile (dettagli)  | Lettonia Mārtiņš Pļaviņš Haralds Regza  | Russia Yaroslav Koshkarev Dmitry Barsouk                 | Rep. Ceca Premysl Kubala Jan Hadrava          |
| Torneo femminile (dettagli) | Svizzera Nicole Eiholzer Nina Betschart | Austria Lena Maria Plesiutschnig Katharina Schutzenhofer | Lituania Ieva Dumbauskaite Monika Povilaityte |